# 新善光寺 (神奈川県葉山町)

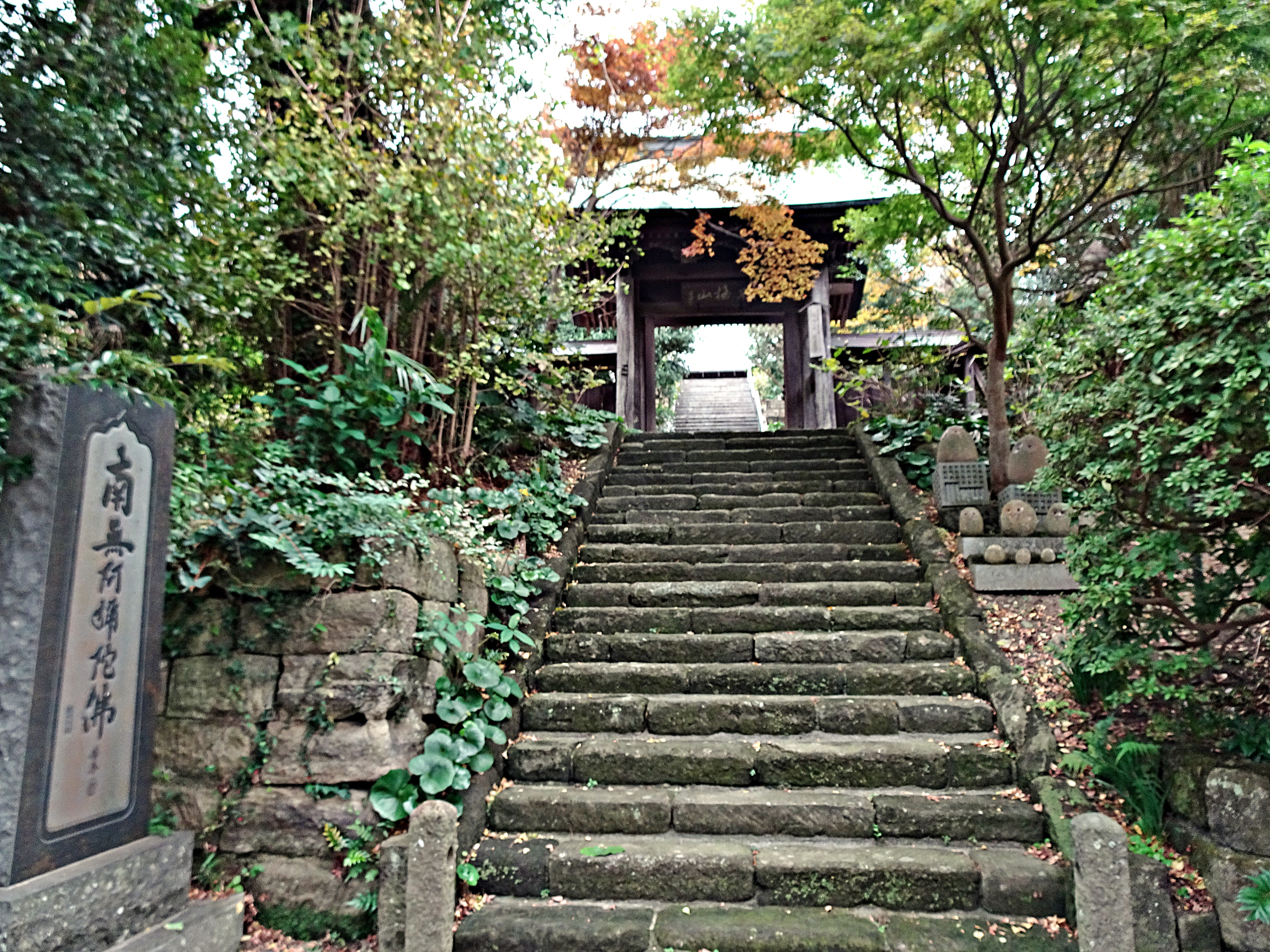
参道

新善光寺（しんぜんこうじ）は、神奈川県三浦郡葉山町にある浄土宗の寺院。

## 歴史
創建年代は不明である。諸説あるが、一説によると1197年（建久8年）頃、源頼朝が長野の善光寺より、善光寺式阿弥陀三尊を請来して創建したものという。
元々は、現在の鎌倉市名越に位置していたが、室町時代中期に当時の住職密道が、現在地に移転した。
現在の堂宇は、江戸時代初期に建てられたものである。当寺の宗派は浄土宗であるが、禅宗様の形式で建てられている。

## 文化財
- 新善光寺四脚門（神奈川県指定重要文化財 昭和39年12月15日指定）[3]
- 新善光寺本堂（神奈川県指定重要文化財 昭和39年12月15日指定）[3]
- 唐木作の庚申塔（葉山町指定重要文化財 昭和55年9月18日指定）[4]
- 室内庚申塔（葉山町指定重要文化財 昭和56年12月25日指定）[4]
- 阿弥陀三尊立像（葉山町指定重要文化財 昭和42年11月21日指定）[4]
- 新善光寺常緑樹林（葉山町指定天然記念物 昭和43年2月29日指定）[4]

## 交通アクセス
- 路線バス滝の坂停留所より徒歩1分。